# Stade de la Neuville
 (décembre 2016).
Si vous disposez d'ouvrages ou d'articles de référence ou si vous connaissez des sites web de qualité traitant du thème abordé ici, merci de compléter l'article en donnant les références utiles à sa vérifiabilité et en les liant à la section « Notes et références ».
Le stade de La Neuville est un stade de football localisé dans la commune de Montignies-sur-Sambre (Charleroi) dans la  Province de Hainaut en Belgique. L'enceinte est voisine de la patinoire de Charleroi.
La Neuville n’est distante que de quelques centaines de mètres du moderne Stade du Pays de Charleroi, fief du Sporting de Charleroi, rival de l'Olympic.

## Histoire
Le stade est inauguré peu après la Première Guerre mondiale et devient, à partir de 1920, le lieu de résidence de l’Olympic Club de Charleroi qui y évolue encore de nos jours.
Nonagénaire, le site a peu évolué. Les aménagements extérieurs faits, en 1937, lors de première montée du matricule 246 en Division d’Honneur (plus haute division belge) sont toujours en place ! Il s’agit d’une longue tribune debout couverte située face à la tribune principale (assise couverte) sous laquelle se trouvent les vestiaires.
Les principaux changements ont été la modernisation de la tribune assise dans les années 1970, puis toujours concernant ce bâtiment, l’aménagement de Business-Seats qui y est fait en 1992.
Des gradins non couverts situés derrière les buts (côté "rue Brigade Piron") restent longtemps en place. Mais de nos jours seuls subsistent les gradins "côté rue Paul Janson". En 2008, ceux placés à l’opposé ont été démolis, pour des raisons de sécurité et remplacés par un talus (non accessible au public). L’endroit souffre des soucis usuels aux stades urbains. Le développement de la zone habitée a rapidement restreint les possibilités d’expansion. Le recul des Dogues dans la hiérarchie du football belge, à partir des années 1970, freine pour ne pas dire arrête le développement et la vraie modernisation. Ainsi, le site est complètement oublié lorsque à la suite du drame du Heysel, l'URBSFA édicte des nouvelles directives de sécurité en phase avec les règlementations européennes.
Lorsque le club remonte en Division 2 en fin de saison 2008-2009, la Ville de Charleroi aménage et rénove plusieurs commodités (toilettes publiques, bureaux). Mais le manque de budget au niveau communal et les soucis financiers récurrents connus par l’Olympic n’aident pas à la totale revalorisation du stade.
Le 12 août 2010, le Bourgmestre de Charleroi, Jean-Jacques Viseur doit décréter l’endroit "interdit au public". En cause, le danger provoqué par les pylônes d’éclairage déclarés non conformes. Une situation qui s’aggrave encore le 1er septembre 2010 quand une partie du toit surplombant  les Business-Seats s’écroule ! Après le démontage des pylônes et de rapides réparations, les Dogues retrouvent leur fief, mais sont privés de rencontres nocturnes. C'est toujours le cas au début de la saison 2011-2012.

## Partage des installations
En 2005-2006, le R. ACS Couillet (qui est monté en Division 3) voit ses propres installations jugées trop exigües. Le club partage alors le stade de La Neuville avec l’Olympic. Une cohabitation délicate et même mauvaise. Les causes sont aussi simples que simplistes. Certains responsables olympiens, qui s’estiment chez eux, ne favorisent pas la vie en communauté.
Le départ de Couillet, vers le Tivoli de La Louvière, met fin aux litiges. Mais en 2011, le matricule 94 revient dans sa ville natale, et devenu le FC Charleroi, joue de nouveau à La Neuville. Cette fois, les litiges sont moindres, car du côté de l’Olympic on a d’autres "chat à fouetter" avec la crainte d'une faillite qui pourrait être fatale au vieux cercle carolo.

## Avenir incertain
Le stade de La Neuville n'est pas condamné à court terme, mais il n'est pas impossible qu'il finisse par disparaître. Si le dossier de nouveau stade de Marchienne aboutit, il est vraisemblable que la Ville de Charleroi exigera qu'il devienne "le" stade des trois principaux clubs. Cela semble beaucoup mais c'est la solution la moins coûteuse. Le débat n'a de toute façon pas encore été soulevé, puisque le "nouveau stade" reste à l'état de noble projet.

### Sources et liens externes
- Website officiel du R. Olympic Charleroi-March.
- Website officiel du FC Charleroi
- Site de la Fédération belge de football